# Frank Baumann
Pour les articles homonymes, voir Baumann.
Frank Baumann né le 29 octobre 1975 à Wurzbourg en Allemagne de l'Ouest, est un footballeur international allemand. Il évoluait au poste de milieu de terrain défensif ou de défenseur central.  
Cet international allemand fut le capitaine du Werder Brême, club dans lequel il a évolué de 1999 à 2009. Il a remporté le doublé coupe-championnat d'Allemagne en 2004 et a été finaliste de la Coupe du monde 2002 avec l'équipe d'Allemagne.

## Carrière
Baumann a commencé sa carrière au TSV Grombühl (1981-1991), avant de partir pour Nuremberg. Il joue pour l'équipe réserve jusqu'en 1994, avant de passer professionnel. Il y reste encore cinq années remportant un titre de champion de seconde division d'Allemagne, avant de rejoindre en 1999 le Werder Brême. Très vite adopté par les supporters pour sa détermination et son charisme, Baumann devient le capitaine du club du Weser. Avec le Werder, il remporte plusieurs titres, dont le doublé coupe-championnat en 2004.
Baumann fait ses débuts avec l'équipe d'Allemagne le 14 novembre 1999 contre la Norvège. Bien qu'il n'ait jamais réussi à s'imposer comme un titulaire durable en sélection, il est retenu dans le groupe appelé à disputer la Coupe du monde 2002 et l'Euro 2004. Il ne joue que 30 minutes lors de la Coupe du monde qui verra l'Allemagne se hisser en finale, et 2 matchs lors de l'Euro 2004. Frank Baumann totalise 28 sélections pour deux buts marqués avec la Mannschaft.
Le 20 mai 2009, il a annoncé sa retraite de joueur professionnel à l'issue de la saison 2008-2009, à 33 ans. 

### Clubs
- 1994-1999 :  FC Nuremberg
- 1999-2009 :  Werder Brême

## Palmarès
- 28 sélections et 2 buts avec l'équipe d'Allemagne entre 1999 et 2005.
- Championnat de Seconde division : 1998
- Championnat d'Allemagne : 2004
- Coupe d'Allemagne : 2004
- Coupe de la Ligue : 2006
- Coupe d'Allemagne : 2009
- Coupe de l'UEFA : Finaliste en 2009